# Боб Росс
Роберт «Боб» Норман Росс (англ. Robert «Bob» Norman Ross; 29 жовтня 1942 — 4 липня 1995) — американський художник, популяризатор техніки швидкого живопису олією. Відомий своїми телевізійними програмами, в яких розповідав і показував, як самому написати картину олією.

## Біографія
Боб Росс народився 29 жовтня 1942 року в місті Дейтона-Біч у Флориді, США. Боб захопився малюванням в 18 років на службі в американських ВПС. Він пройшов багато курсів в університетах Америки і винайшов свою власну техніку живопису «Bob Ross Wet-on-Wet Technique».
Починаючи з 1981 року Боб Росс відвідав чимало міст Америки, в яких він розказував і навчав своїй техніці живопису. У 1982 році вийшла перша програма із Бобом Россом. В загальному Боб Росс випустив понад 450 програм загальним тиражем в 93,5 мільйони копій і виступав на телебаченні в 403 передачах. Його програми відомі в Україні, Японії, Мексиці, Південній Кореї, Великій Британії, Німеччині, Бельгії, Австрії, Росії, Канаді, та інших країнах.
Боб Росс помер 4 липня 1995 року у віці 52 років від лімфоми.

## Техніка живопису
Техніка живопису Боба Росса — методичний спосіб олійного живопису, в якому прописано зображення базових елементів. Боб Росс описував не тільки, які брати кольори, а також те, як їх наносити на полотно, яким пензлем користуватись, як за ним доглядати і як його правильно чистити.
За допомогою цієї техніки глядачі могли протягом 30-40 хвилин написати власну картину олійною фарбою. Головною темою картин Боба Росса у цій техніці була природа.

## Пам'ять
На платформі для онлайн-відеотрансляцій Twitch на честь Боба Росса щорічно проводяться трансляції його шоу в розділі «Креатив». Також додані смайлики для загального доступу CoolStoryBob и KappaRoss.